# Girolami (famiglia)
I Girolami sono stati un'antica famiglia di Firenze.

## Storia familiare
La tradizione popolare fa risalire le origini della famiglia almeno al V secolo, quando ne avrebbe fatto parte il vescovo san Zanobi.

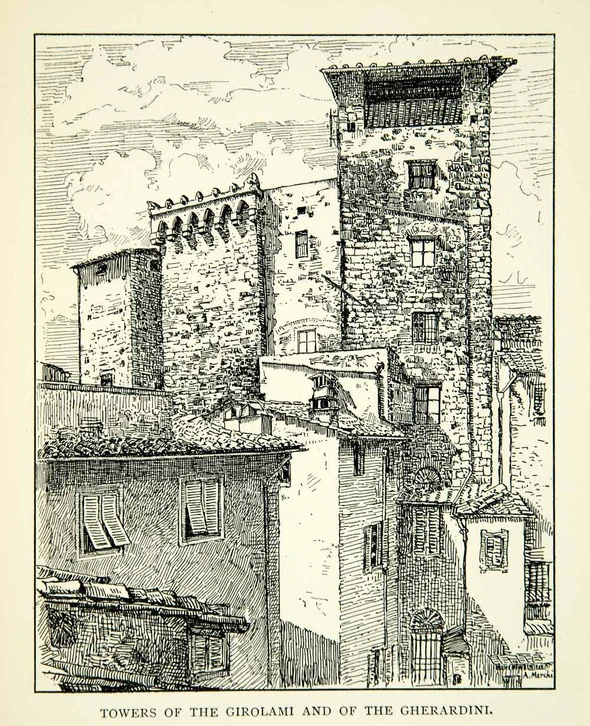
Torri dei Girolami e dei Gherardini prima della distruzione, in una stampa del 1905

Tuttavia le prime tracce certe risalgono ai primi del Duecento, quando un Berenghieri Girolami nel 1218 è nominato in un contratto con rappresentante del Legato papale per accettare la donazione di Forese Bilicurri per edificare il monastero di Monticelli a Bellosguardo: l'importanza della famiglia doveva già essere notevole, se un suo membro era scelto a rappresentare il Legato, piuttosto che il vescovo. Originariamente ghibellini, i Girolami si convertirono poi alla parte guelfa e, già prima degli Ordinamenti di Giustizia, presero parte alla vita produttiva delle arti cittadine.
A metà del Duecento un Girolami era stanziato a Genova e teneva una tintoria di turchinetto, per evitare le pesanti gabelle fiorentine sui coloranti e per smistare anche in Liguria i tessuti lavorati. Già all'epoca la famiglia era quindi legata all'Arte della Lana, e qualche decennio dopo Salvo del Chiaro Girolami fu priore dell'Arte per ben sette volte, tra il 1280 e il 1293. Suo figlio Manpuccio fu priore nell'anno 1300 subito dopo Dante Alighieri. Assai importante fu anche la figura di fra' Remigio dei Girolami, laureato alla Sorbona e poi padre domenicano, fu confidente di Tommaso d'Aquino e ascoltatissimo predicatore: ricevette i complimenti anche da Carlo di Valois, ma l'Alighieri gli rimproverò uno stile oratorio troppo artefatto. 
Nel periodo delle lotte tra Guelfi Bianchi e Neri i Girolami erano imparentati coi Cerchi della fazione bianca, ma una parte della famiglia fu schierata dalla parte dei Neri, evitando l'esilio.
Le loro case erano concentrate nel popolo di Santo Stefano al Ponte: all'imbocco di via Lambertesca con via Por Santa Maria (detto Canto dei Girolami), avevano un'alta torre, andata distrutta nel 1944, e anche sull'altro lato della strada avevano case che riportavano memorie della vita di san Zanobi; a un isolato di distanza verso l'Arno avevano poi un palazzo tuttora esistente, e la loro presenza è ricordata anche dalla via dei Girolami.